# Reine-claude diaphane
La Reine-claude diaphane est une variété de prune ronde, de couleur jaune, lavée de rose.

## Homonymies
Synonymes : 
- Transparent gage ;
- Reine-claude de Guigne ;
- Diaphane[1].

## Origine
Elle a été obtenue à partir d'un semis de Reine-claude dorée en 1845.

## Description
La chair est jaune, de saveur sucrée et acide.
La prune est d'un aspect voisin de la Reine-claude dorée .
Le prunier est de forte vigueur, autofertile, mais aura une meilleure pollinisation en verger venteux. L'arbre est pollinisé par Reine-claude d'Althan, par Reine-claude d'Oullins, ou par la Prune d'Ente.
La récolte, vers mi-août en Europe, est considérée comme très abondante par les pépiniéristes.